# 리카르도 가족으로 산다는 것
《리카르도 가족으로 산다는 것》(영어: Being the Ricardos)은 2021년 개봉한 미국의 전기 드라마 영화이다. 아론 소킨이 감독과 각본을 맡았다.
2021년 12월 10일 미국 아마존 스튜디오에 의해 제한적으로 극장 개봉되었으며, 2021년 12월 21일 프라임 비디오를 통해 전 세계적으로 스트리밍되었다. 이 영화는 특히 키드먼과 바르뎀 등의 비평가들이 출연진의 연기에 긍정적인 평을 내렸다.

## 줄거리
영화는 루실 볼과 데시 아르나즈의 관계를 중심으로, 세 가지 시점을 교차하며 이야기를 전개한다. '아이 러브 루시'의 작가진과의 현재 인터뷰, 루실과 데시의 과거 회상, 그리고 1953년 한 에피소드 촬영 준비 과정이 그것이다.
1939년, 'B급 영화의 여왕'으로 불리던 루실 볼은 영화 '너무 많은 아가씨들' 촬영 중 쿠바 출신 가수 데시 아르나즈와 사랑에 빠진다. 데시는 루실의 코미디 재능을 격려하고, 루실은 그와 가정을 꾸미고 싶어한다. 둘은 결혼하고 할리우드에 집을 마련하지만, 데시의 오케스트라 활동과 루실의 부진한 영화 경력으로 함께 시간을 보내기 어렵다.
2차 세계대전 후 데시는 다시 투어를 시작하고, 루실은 영화 '큰 길'에 주연으로 발탁된다. 하지만 RKO 사장은 그녀의 나이를 문제 삼아 계약을 해지하고 라디오를 제안한다. 1948년 루실은 라디오 쇼 '내 가장 좋아하는 남편'으로 큰 성공을 거둔다.
CBS는 '내 가장 좋아하는 남편'을 TV 쇼로 만들자고 제안하며 담배 회사 필립 모리스의 후원을 받는다. 루실은 데시와 더 가까워지기 위해 그를 TV 남편으로 캐스팅하는 조건으로 동의하지만, 방송국은 처음에는 쿠바인 남편을 가진 '완벽한 미국인' 스타를 받아들이려 하지 않는다. 결국 1951년, '아이 러브 루시'로 개명한 이 쇼는 매주 6천만 명에 가까운 시청자를 끌어들이는 대성공을 거둔다.
루실과 데시는 자신들의 회사인 데실루 프로덕션을 통해 LA에서 쇼를 제작한다. 데시가 고안한 3대 카메라 시스템은 동부 시청자들이 생방송을 볼 수 있게 해주고, 스튜디오 관객도 수용할 수 있게 한다. 루실은 술에 취한 경우가 많은 윌리엄 프럴리와 자신의 매력을 가리려는 루실에게 불만을 품은 비비안 밴스 간의 갈등을 조정하며, 완벽주의적인 요구로 감독 및 작가진과 자주 충돌한다.
월터 윈첼의 라디오 프로그램에서 루실의 공산주의 연루 증거가 있다고 주장하자, '아이 러브 루시' 제작진은 쇼가 폐지될까 봐 불안해한다. 루실은 어릴 적 친척의 영향으로 공산당에 등록했던 사실을 인정하고, 데시는 그녀가 잘못 체크한 것이라고 발표해 루실을 실망시킨다. 루실은 둘째 임신 사실을 작가진에게 알리고 에피소드에 반영하려 하지만, 방송국은 '임신'이라는 단어조차 허용하지 않는다.
루실은 데시가 밤늦게까지 외박하는 것에 대해 추궁하지만, 그가 다른 여자와 찍힌 사진이 몇 달 전에 찍힌 것이라는 것을 밝힌다. 프럴리가 데시의 행동은 루실이 쇼의 사업과 창의적인 결정을 주도하면서 남성성을 잃었다고 느끼기 때문이라고 지적하자, 루실은 공식 쇼러너인 오펜하이머에게 결혼 생활을 구하도록 요청한다. 오펜하이머는 데시에게 프로듀서 크레딧 대신 '아이 러브 루시'에서 'I'의 역할을 맡고 있다는 사실을 상기시키지만, 데시는 그에 실망한다. 데시는 필립 모리스 대표에게 직접 연락하여 루실의 임신을 쇼에 도입할 수 있도록 허락받는다.
새 에피소드를 촬영하는 밤, 루실이 공산주의자라는 신문 기사가 나오지만, 그녀는 이미 비미활동 조사위원회 청문회에서 무혐의 처분을 받은 상태였다. 데시는 청중에게 이 주장에 대해 설명하고 FBI 국장 후버와 전화 통화하여 루실이 모든 혐의를 벗었음을 확인한다. 백스테이지에서 축하하던 중, 루실은 립스틱이 묻은 손수건을 제시하며 데시의 외도를 추궁하고, 데시는 마침내 자신의 불륜을 인정한다.
촬영이 시작되자, 루실은 데시의 유행어인 "루시, 나 왔어"를 듣고 순간적으로 집중력을 잃는다. 영화는 루실이 1960년 마지막 쇼 녹화 후 이혼 소송을 제기했다는 결말로 마무리된다.

## 출연진
- 니콜 키드먼 - 루실 볼 역
- 하비에르 바르뎀 - 데지 아너즈 역
- J. K. 시먼스 - 윌리엄 프롤리 역
- 니나 아리안다 - 비비언 밴스 역
- 토니 헤일/존 루빈스타인(노인역) - 제스 오펜하이머
- 앨리아 쇼캣/린다 래빈(노인역) - 매들린 퓨
- 제이크 레이시/로니 콕스(노인역) - 밥 캐럴 주니어
- 클라크 그레그 - 하워드 웽크
- 넬슨 프랭클린 - 조 스트리클런드
- 제프 홀먼 - 로저 오터
- 조나 플랫 - 팁 트리비
- 크리스토퍼 데넘 - 도널드 글래스
- 브라이언 하우 - 찰스 커너
- 론 퍼킨스 - 메이시